# Dubianaclia distincta
Dubianaclia distincta är en fjärilsart som beskrevs av Saalmüller 1884. Dubianaclia distincta ingår i släktet Dubianaclia och familjen björnspinnare. Inga underarter finns listade i Catalogue of Life.